# Chrysuronia versicolor
La amazilia versicolor (Chrysuronia versicolor), también denominada diamante de capucha azul (en Venezuela), picaflor esmeralda (en Argentina y Paraguay), amazilia pechiblanca (en Colombia), diamante de pecho verde, amazilia multicolor, diamante multicolor o esmeralda tornasolada,[cita requerida] es una especie de ave apodiforme de la familia Trochilidae —los colibríes— perteneciente al numeroso género  Chrysuronia, anteriormente incluida en el género  Amazilia .  Es nativa del oriente y centro de América del Sur.

## Descripción
Tiene una longitud total de 8,1 a 8,4 cm y pesa en promedio 4,1 g. El pico es relativamente largo, ligeramente curvado, negro con color carne o naranja en la base de la mandíbula inferior. La cola es de color verde cobrizo con una banda subterminal oscura. El dorso y los flancos son de color verde cobrizo. Las partes inferiores centrales y el crissum, son de color blanco. La garganta, los lados de la cara y la corona son de coloración muy variable tanto en forma individual, como dependiendo de la subespecie. La garganta puede ser desde diferentes tonos verdosos hasta azul turquesa, con bordes blancos en las hembras, si se trata de las subespecies del interior del continente, designadas como C. v. nitidifrons y C. v. kubtcheki; azulada en C. v. rondoniae; y blanca, como una continuación de las partes inferiores centrales, en las subespecies costeras C. v. hollandi y C. v. millerii. La mayoría de las variedades tienen lados de la cara y la corona verdes excepto en C. v. hollandi y C. v. rondoniae, en las cuales son de color turquesa o azul celeste.

## Distribución y hábitat
Se encuentra en el norte de Bolivia, oriente de Paraguay, extremo noreste de Argentina y al oriente, sureste y centro de Brasil, tanto en el Cerrado, como en el Pantanal y la Amazonia, pero está ausente en la catinga, encontrándose a lo largo del río Amazonas, el río Negro y otros grandes ríos de la región. Otra población posiblemente disjunta, se halla al noroeste de Brasil, sur de Venezuela, occidente de Guyana y oriente de Colombia.
Prefiere  hábitats semiabiertos, con algunos árboles, incluso en zonas urbanas. Generalmente evita el bosque primario húmedo y donde predomina este ecosistema se encuentra en los bordes del bosque, por ejemplo del bosque de galería de los mayores ríos. De esa forma se ha extendido a lo largo de la cuenca amazónica, habiéndose beneficiado relativamente de la deforestación.

## Taxonomía

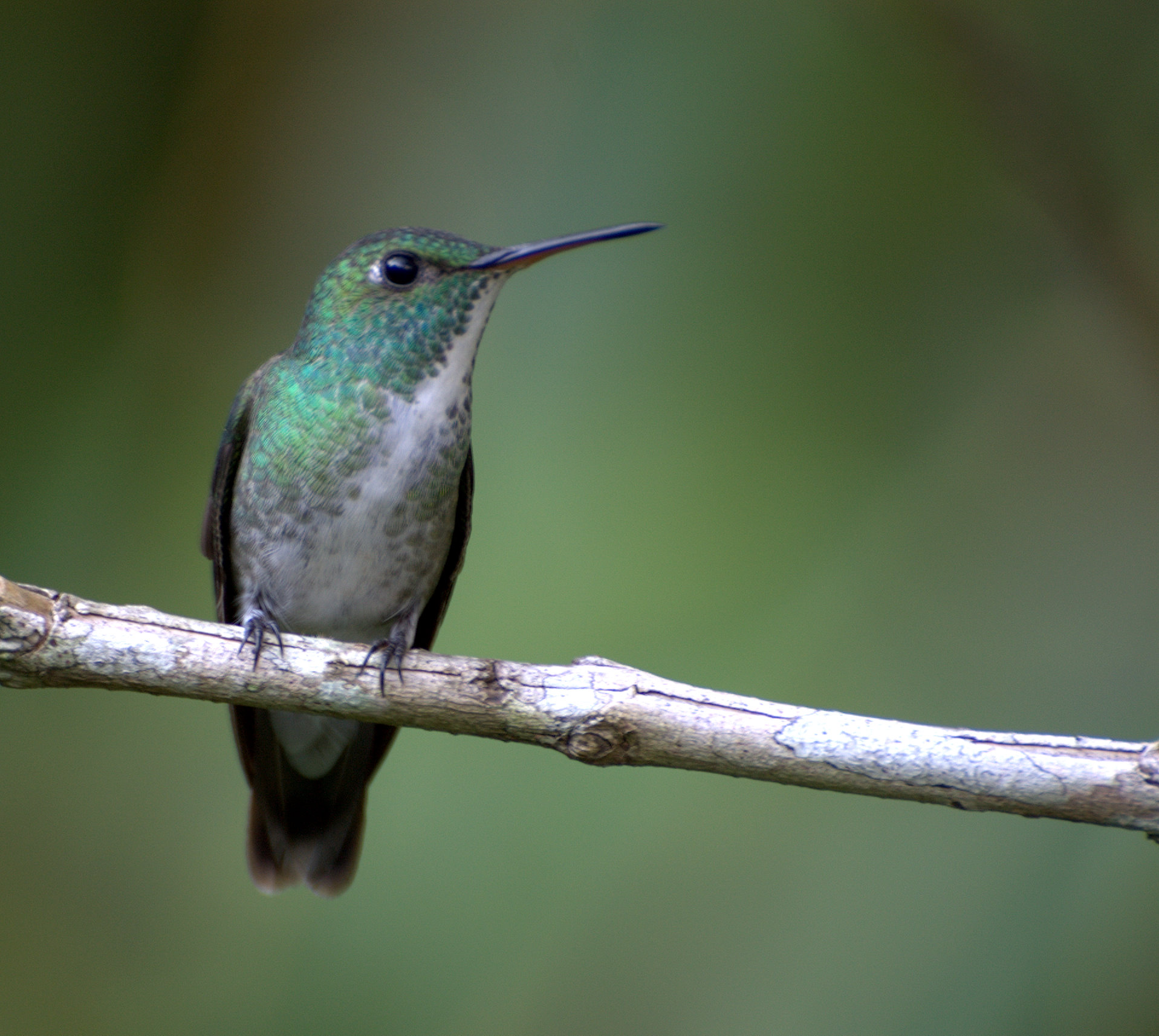
Forma costera en el estado de São Paulo, Brasil.

La taxonomía es compleja y permanece en controversia. C. versicolor presenta dos morfismos principales: el de la costa, de garganta blanca, y el del interior. de garganta verde o turquesa. En algunos lugares se han observado individuos con coloración intermedia, pero en otros se presentan ambas formas sin intergradación. Algunos expertos han clasificado anteriormente la forma costera como Amazilia brevirostris, pero este nombre se ha asignado más recientemente al diamante colidorado del norte de Sudamérica. Algunos sin embargo insisten en llamar la forma costera A. brevirostris, pero otros controvierten, sin que obtenga reconocimiento como especie separada la forma costera.
Los límites de la distribución exacta entre varias subespecies son poco conocidos y, además de la forma costera, la esmeralda de Rondonia también ha sido propuesta como especie diferenciada C. (v.) rondoniae, tesis sostenida por las diferencias de coloración y por la supuesta simpatría con C. versicolor. Sin embargo, pero exceptuando la cabeza azul, C. v. rondoniae es muy similar a C. v. nitidifrons y la evidencia de simpatría solamente es aplicable a esta subespecie, por lo que la American Ornithologists' Union no ha mantenido a C. rondoniae en la lista de especies reconocidas.